# 비행지도부
비행지도부(독일어: Fliegerfuhrer)는 제2차 세계 대전 당시 루프트바페에서 운용한 편제이다. 또 비행함대에 딸린 전투기 부대는 달리 전투비행지도부(독일어: Jagdfliegerführer)라 했다.

## 비행지도부
| 제1비행지도부          | 제2비행지도부       | 제3비행지도부          | 제4비행지도부       |  |
| 제5비행지도부          | 제6비행지도부       | 제200비행지도부        | 아프리카 비행지도부 |  |
| 알바니아 비행지도부    | 아라트 비행지도부   | 대서양 비행지도부      | 북빙양 비행지도부   |  |
| 잉글랜드 공격지도부    | 그라츠 비행지도부   | 이라크 비행지도부      | 크레타 비행지도부   |  |
| 크로아티아 비행지도부  | 로포텐 비행지도부   | 북발칸 비행지도부      | 북해 비행지도부     |  |
| 복부 비행지도부 (동부) | 북부 비행지도부     | 북부 비행지도부 (서부) | 동해 비행지도부     |  |
| 사르데냐 비행지도부    | 흑해 해상비행지도부 | 남부 비행지도부        | 서부 비행지도부     |  |
| 특수배치비행지도부     |                     |                        |                     |  |

## 전투비행지도부
| 제1전투비행지도부          | 제2전투비행지도부       | 제3전투비행지도부         | 제4전투비행지도부       |
| 제5전투비행지도부          | 발칸 전투비행지도부     | 베를린 전투비행지도부     | 브르타뉴 전투비행지도부 |
| 덴마크 전투비행지도부      | 독일 만 전투비행지도부  | 그리스 전투비행지도부     | 홀란트 전투비행지도부   |
| 중부 전투비행지도부        | 중앙독일 전투비행지도부 | 중 라인 전투비행지도부    | 노르웨이 전투비행지도부 |
| 상 이탈리아 전투비행지도부 | 동부변경 전투비행지도부 | 동프로이센 전투비행지도부 | 파리 전투비행지도부     |
| 루마니아 전투비행지도부    | 슐레지엔 전투비행지도부 | 시칠리아 전투비행지도부   | 남독일 전투비행지도부   |
| 남프랑스 전투비행지도부    | 웅가른 전투비행지도부   |                           |                         |

## 참고 자료
- Fliegerführer @ Lexikon der Wehrmacht